# Saint-Julien-des-Landes
Pour les articles homonymes, voir Saint-Julien.
Saint-Julien-des-Landes est une commune française située dans le département de la Vendée, en région Pays de la Loire.

## Géographie
Le territoire municipal de Saint-Julien-des-Landes s'étend sur 2 845 hectares. L'altitude moyenne de la commune est de 51 mètres, avec des niveaux fluctuant entre 7 et 66 mètres,.
La commune se trouve dans l'ouest de la Vendée, à quelques kilomètres de l'océan.
Elle est bordée au nord par la rivière le Jaunay qui s'élargit en lac à cet endroit.
|              | La Chapelle-Hermier     | Martinet                     |
| Landevieille | Saint-Julien-des-Landes | Saint-Georges-de-Pointindoux |
| Vairé        |                         | Les Achards                  |

### Climat
Pour des articles plus généraux, voir Climat des Pays de la Loire et Climat de la Vendée.
En 2010, le climat de la commune est de type climat océanique franc, selon une étude du CNRS s'appuyant sur une série de données couvrant la période 1971-2000. En 2020, Météo-France publie une typologie des climats de la France métropolitaine dans laquelle la commune est exposée à un climat océanique et est dans la région climatique  Bretagne orientale et méridionale, Pays nantais, Vendée, caractérisée par une faible pluviométrie en été et une bonne insolation.
Pour la période 1971-2000, la température annuelle moyenne est de 12,4 °C, avec une amplitude thermique annuelle de 13,2 °C. Le cumul annuel moyen de précipitations est de 853 mm, avec 12,5 jours de précipitations en janvier et 6,6 jours en juillet. Pour la période 1991-2020, la température moyenne annuelle observée sur la station météorologique de Météo-France la plus proche, « La Mothe Achard », sur la commune des Achards à 5 km à vol d'oiseau, est de 12,8 °C et le cumul annuel moyen de précipitations est de 959,1 mm,. Pour l'avenir, les paramètres climatiques de la commune estimés pour 2050 selon différents scénarios d'émission de gaz à effet de serre sont consultables sur un site dédié publié par Météo-France en novembre 2022.

## Urbanisme

### Typologie
Au 1er janvier 2024, Saint-Julien-des-Landes est catégorisée bourg rural, selon la nouvelle grille communale de densité à sept niveaux définie par l'Insee en 2022.
Elle est située hors unité urbaine et hors attraction des villes,.

### Occupation des sols
L'occupation des sols de la commune, telle qu'elle ressort de la base de données européenne d’occupation biophysique des sols Corine Land Cover (CLC), est marquée par l'importance des territoires agricoles (91,7 % en 2018), en diminution par rapport à 1990 (93,4 %). La répartition détaillée en 2018 est la suivante : terres arables (63,2 %), zones agricoles hétérogènes (18,7 %), prairies (9,7 %), forêts (3,8 %), zones urbanisées (3,4 %), eaux continentales (1,1 %). L'évolution de l’occupation des sols de la commune et de ses infrastructures peut être observée sur les différentes représentations cartographiques du territoire : la carte de Cassini (XVIIIe siècle), la carte d'état-major (1820-1866) et les cartes ou photos aériennes de l'IGN pour la période actuelle (1950 à aujourd'hui).

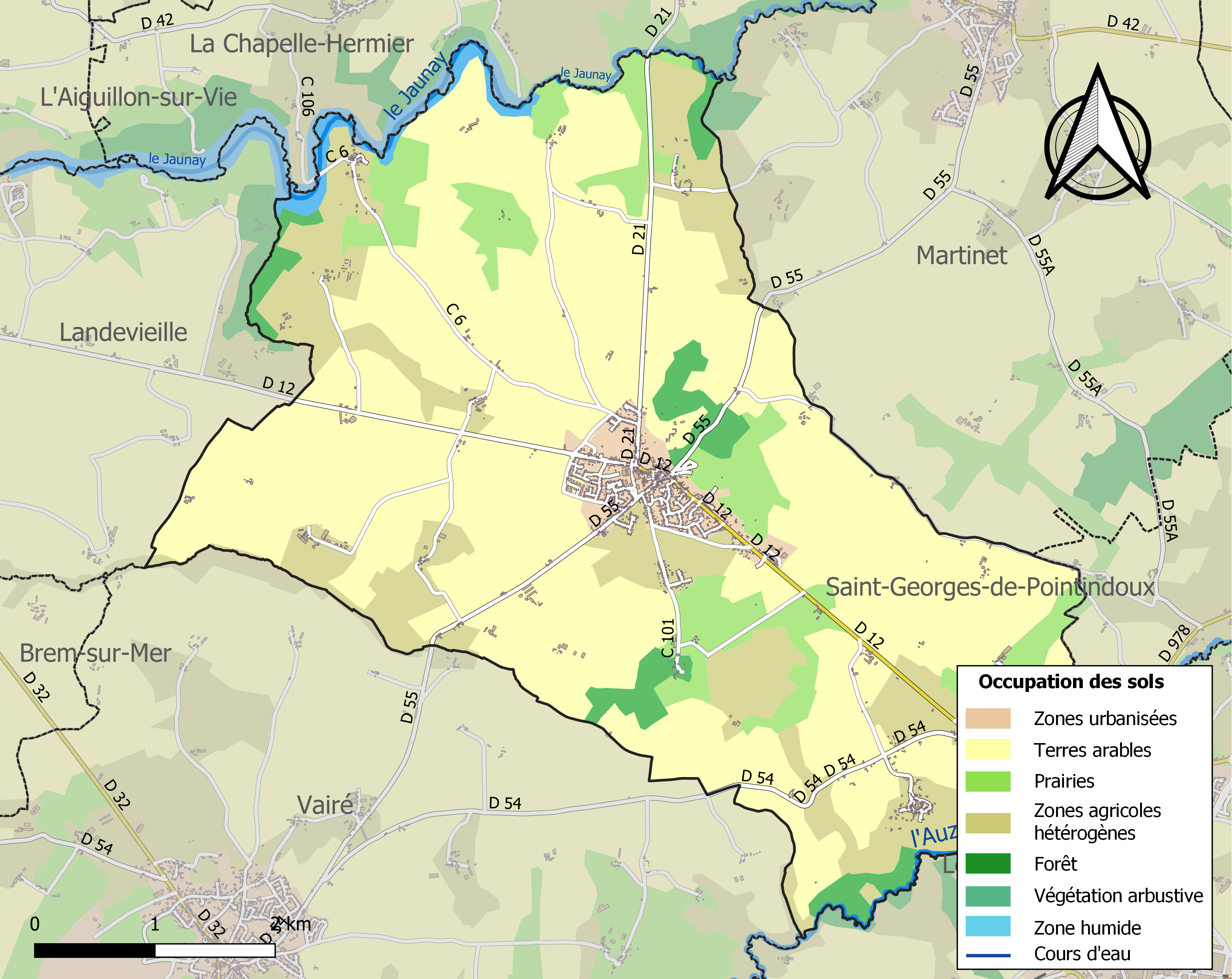
Carte des infrastructures et de l'occupation des sols de la commune en 2018 (CLC).

## Toponymie
Durant la Révolution, la commune porte le nom de Landes.

## Histoire
La commune est liée par son histoire aux comtes de la Bassetière, dont le château éponyme se situe sur le territoire de Saint-Julien.

## Politique et administration

### Liste des maires
| Période                                  | Période                   | Identité                          | Étiquette    | Qualité                                                                                      |
| ---------------------------------------- | ------------------------- | --------------------------------- | ------------ | -------------------------------------------------------------------------------------------- |
| Les données manquantes sont à compléter. |                           |                                   |              |                                                                                              |
| 1870                                     | 1871                      | Henri Morisson de La Bassetière   |              |                                                                                              |
| 1871                                     | 1888                      | Henri Morisson de La Bassetière   | Droite       | Propriétaire Conseiller général de la Mothe-Achard (1874 → 1888)                             |
| 1888                                     | mai 1912                  | Edmond de La Roche-Saint-André    | Droite       | Propriétaire Conseiller général de la Mothe-Achard (1889 → 1892)                             |
| mai 1912                                 | 1938                      | Étienne de Lauzon                 | Conservateur | Propriétaire Conseiller général de la Mothe-Achard (1910 → 1928)                             |
| 1940                                     | mai 1953                  | Henry de la Bassetière            |              | Chef de bataillon en retraite Chevalier de la Légion d'honneur                               |
| ca. 1959                                 | mars 1971                 | Jean de Larocque-Latour de Lauzon |              |                                                                                              |
| mars 1971                                | mars 1983                 | Monique de Kerautem               |              | Agricultrice Chevalier du Mérite agricole                                                    |
| mars 1983                                | juillet 1986 (démission)  | René Guyochet                     |              | Secrétaire de mairie retraité                                                                |
| juillet 1986                             | 24 mars 2001              | Michel Rabiller                   | DVD          | Cadre bancaire Premier adjoint au maire (1983 → 1986)                                        |
| 24 mars 2001                             | En cours (au 25 mai 2020) | Joël Bret                         | DVD          | Cadre bancaire 7e vice-président de la CC du Pays-des-Achards Réélu pour le mandat 2020-2026 |

## Population et société

### Démographie

#### Évolution démographique
L'évolution du nombre d'habitants est connue à travers les recensements de la population effectués dans la commune depuis 1793. Pour les communes de moins de 10 000 habitants, une enquête de recensement portant sur toute la population est réalisée tous les cinq ans, les populations de référence des années intermédiaires étant quant à elles estimées par interpolation ou extrapolation. Pour la commune, le premier recensement exhaustif entrant dans le cadre du nouveau dispositif a été réalisé en 2008.

En 2022, la commune comptait 2 018 habitants, en évolution de +17,81 % par rapport à 2016 (Vendée : +5,33 %, France hors Mayotte : +2,11 %).
| 1793  | 1800 | 1806 | 1821 | 1831 | 1836 | 1841 | 1846 | 1851 |
| ----- | ---- | ---- | ---- | ---- | ---- | ---- | ---- | ---- |
| 1 121 | 450  | 463  | 731  | 674  | 665  | 736  | 816  | 924  |

| 1856 | 1861 | 1866  | 1872 | 1876  | 1881  | 1886  | 1891  | 1896  |
| ---- | ---- | ----- | ---- | ----- | ----- | ----- | ----- | ----- |
| 965  | 975  | 1 005 | 975  | 1 024 | 1 050 | 1 106 | 1 129 | 1 134 |

| 1901  | 1906  | 1911  | 1921  | 1926  | 1931  | 1936  | 1946  | 1954  |
| ----- | ----- | ----- | ----- | ----- | ----- | ----- | ----- | ----- |
| 1 119 | 1 213 | 1 189 | 1 120 | 1 057 | 1 082 | 1 046 | 1 024 | 1 029 |

| 1962  | 1968  | 1975 | 1982  | 1990  | 1999  | 2006  | 2008  | 2013  |
| ----- | ----- | ---- | ----- | ----- | ----- | ----- | ----- | ----- |
| 1 003 | 1 012 | 964  | 1 013 | 1 075 | 1 105 | 1 266 | 1 311 | 1 612 |

| 2018  | 2022  | - | - | - | - | - | - | - |
| ----- | ----- | - | - | - | - | - | - | - |
| 1 834 | 2 018 | - | - | - | - | - | - | - |

#### Pyramide des âges
En 2018, le taux de personnes d'un âge inférieur à 30 ans s'élève à 33,2 %, soit au-dessus de la moyenne départementale (31,6 %). À l'inverse, le taux de personnes d'âge supérieur à 60 ans est de 27,7 % la même année, alors qu'il est de 31,0 % au niveau départemental.
En 2018, la commune comptait 924 hommes pour 910 femmes, soit un taux de 50,38 % d'hommes, légèrement supérieur au taux départemental (48,84 %).
Les pyramides des âges de la commune et du département s'établissent comme suit.
| Hommes | Classe d’âge | Femmes |
| ------ | ------------ | ------ |
| 0,5    | 90 ou +      | 0,5    |
| 7,1    | 75-89 ans    | 9,5    |
| 18,2   | 60-74 ans    | 19,7   |
| 17,9   | 45-59 ans    | 16,7   |
| 23,5   | 30-44 ans    | 20,0   |
| 11,8   | 15-29 ans    | 13,4   |
| 21,0   | 0-14 ans     | 20,2   |

| Hommes | Classe d’âge | Femmes |
| ------ | ------------ | ------ |
| 0,8    | 90 ou +      | 2,2    |
| 8,7    | 75-89 ans    | 11,1   |
| 20,3   | 60-74 ans    | 21,3   |
| 20     | 45-59 ans    | 19,4   |
| 17,5   | 30-44 ans    | 16,8   |
| 15     | 15-29 ans    | 13,2   |
| 17,7   | 0-14 ans     | 16,1   |

## Lieux et monuments
- Le château de la Bassetière.
- Le château de la Garangeoire qui accueille un camping 5 étoiles.
- Le château de la Forêt : reconverti en camping 4 étoiles.
- L'église Saint-Julien.
- Le lac du Jaunay, retenue d'eau potable. Pêche et randonnée pédestre.

## Personnalités liées à la commune
- Édouard Morisson de La Bassetière (1825-1885), homme politique né et décédé à Saint-Julien-des-Landes), député de la Vendée.